# ディアブロス・ロホス・フェメニル
ディアブロス・ロホス・フェメニル（西: Diablos Rojos Femenil）は、メキシコの首都メキシコシティ（シウダ・デ・メヒコ）を拠点とする女子ソフトボールチーム。リーガ・メヒカーナ・デ・ソフトボル（LMS）所属。

## 概要
メキシコのプロ野球リーグ、リーガ・メヒカーナ・デ・ベイスボル（LMB）に所属するディアブロス・ロホス・デル・メヒコのソフトボールチーム。2024年に創設された同国の女子ソフトボールリーグ、リーガ・メヒカーナ・デ・ソフトボル（LMS）に参加。
2シーズン目となる2025年にはトヨタレッドテリアーズのメーガン・ファライモが加入。ファライモはベト・アビラで行われた1月26日のエル・アギラ・デ・ベラクルス戦で相手打線を78球・12奪三振に封じ、LMS史上初となる完全試合を達成した。

## タイトル
- リーガ・メヒカーナ・デ・ソフトボル
  - 優勝 1回：2025

## 歴代所属選手
投手
- メーガン・ファライモ（英語版）（2025 - ）
- イラリア・カッチャマーニ（2025 - ）

捕手
- ミア・デービットソン（2025 - ）

外野手
- ステファニア・アラディージャス（英語版）（2024 - ）